# Jacek Sapa
Jacek Paweł Sapa – polski farmakolog, profesor nauk farmaceutycznych, dziekan Wydziału Farmaceutycznego Collegium Medicum Uniwersytetu Jagiellońskiego.

## Życiorys
W 1994 r. ukończył studia farmacji na Uniwersytecie Jagiellońskim, w 2001 r. obronił pracę doktorską pt. Struktura a aktywność przeciwarytmiczna i hipotensyjna nowych pochodnych pirolidynonu-2 o działaniu, której promotorem była prof. Barbara Filipek, w 2011 r. habilitował się na podstawie pracy zatytułowanej Nowe pochodne pirolidyn-2-onu o aktywności α-adrenolitycznej jako potencjalne leki krążeniowe. W 2018 r.  uzyskał tytuł profesora nauk farmaceutycznych.
Jest profesorem i kierownikiem w Katedrze Farmakodynamiki na Wydziale Farmaceutycznym  Collegium Medicum Uniwersytetu Jagiellońskiego, oraz członkiem Komisji Nauk Medycznych na Oddziale Polskiej Akademii Nauk w Krakowie.
Należy do Rady Dyscypliny Naukowej – Nauk Farmaceutycznych Uniwersytetu Jagiellońskiego.